# 国民日報
国民日報（こくみんにっぽう）は、1988年12月10日に創刊された汝矣島純福音教会系統の大韓民国の日刊新聞である。現在は朝刊のみを発行している。本社所在地はソウル特別市永登浦区。

## 概説
当初、『国民日報』は創刊に当たり、1987年11月に（株）ペダル（배달）新聞として韓国政府に法人登記をした。しかし、1988年7月に新聞名を『国民日報』に変更し、そのまま同年12月10日に創刊した。創刊当初の紙面数は16面であったが、1990年2月1日には20面に、同年 9月 1日には24面まで増やされた。なお、紙面増加にともない、当時はこの新聞に固有な紙面であった宗教面が、2面から4面にまで増やされた。
1996年1月3日、『国民日報』は紙面を24面から28面に増面し、同年11月には韓国ABC協会に加入した。また、1997年1月3日には紙面を32面まで増やし、1998年3月には紙面レイアウトを横組みに改めた。同年5月、『国民日報』は本社の社屋を現在の永登浦区汝矣島に移転するとともに、インターネットによるニュース配信サービス『国民サイバーネット』を出帆させた。
1999年3月1日、『国民日報』は新聞の朝刊化と全国同時印刷を開始した。そして、2001年1月には新聞を新版として夕刊新聞に変更したが、2002年5月27日に再び朝刊新聞へ戻されると同時に、紙面を36面まで増面した。
『国民日報』は、2003年5月27日に再び紙面を40面にまで増やし、そのまま現在に至っている。

## 報道例
2020年7月、 ベルリン王宮の展示空間計画で、韓国館の面積が中国館と日本館の10分の1の大きさの60平方メートルに過ぎないことが分かった。決定の根底にはドイツ人の韓国に対する「朝鮮は有史以来、19世紀まで清の属国であり、1905年からは日本の植民地だったことから、古代文化が貧弱であるため、中国と日本と異なり、お粗末で展示する価値がない」という認識がある。さらに、韓国館は中国館と日本館の間に小さく配置されており、特に中国館内の片方に据えられる配置は、韓国が中国の辺境文化に過ぎないというドイツ人の認識がある。確保した中国と日本の展示品は数千点にのぼるが、韓国の遺物は予算の問題で160点に過ぎず、実際に現地の韓国人芸術界関係者は「オンラインワークショップを参観した結果、韓国館展示担当キュレーターが『韓国は16世紀から1945年まで中国と日本の属国か植民地だったため古代遺物がない』という結論を下した。現代のインスタレーション美術を展示する予定」と話している。これを受けて『国民日報』は「韓国は中・日の属国…ドイツ代表博物館のとんでもない歪曲」「韓国の古代文化を眺める博物館の歪曲した認識」と非難している。